# Miecislao IV di Polonia
Miecislao IV di Polonia detto Gambe Storte (in polacco Mieszko I Plątonogi; 1130 circa – 16 maggio 1211) fu Duca di Slesia dal 1163 al 1173, insieme al fratello, da quello stesso anno acquisì anche il titolo di Duca di Racibórz, dal 1202 divenne anche Duca di Opole e dal 9 giugno 1210 fu Granduca di Polonia e Duca di Cracovia.
Nato attorno al 1130 era il secondogenito di Ladislao II l'Esiliato e di Agnese di Babenberg figlia del Margravio Leopoldo III di Babenberg e sorellastra di Corrado III di Svevia.

## Biografia
A seguito di un colpo di stato nel 1146 suo padre Ladislao II l'Esiliato era stato costretto all'esilio e con lui l'intera famiglia che si rifugiò presso la città di Altenburg in una sistemazione offerta da suo cognato Corrado III di Svevia; durante il periodo di permanenza nella regione Miecislao venne mandato a studiare a Bamberga. Ladislao morì ancora in esilio nel 1159 e furono i figli a continuare la lotta del padre per riprendersi i domini di famiglia e fu solo nel 1163 grazie all'aiuto di Federico Barbarossa che Miecislao e suo fratello Boleslao I l'Alto riuscirono a tornare nella Slesia. Essi ricevettero il Ducato di Slesia dallo zio granduca Boleslao IV il Ricciuto (in polacco Bolesław IV Kędzierzawy); inizialmente governarono congiuntamente e due anni dopo (1165) entrambi ripresero le maggiori città slesiane riconsegnate loro dal granduca, ottenendo il pieno controllo su tutta la Slesia. Tuttavia Boleslao, il fratello maggiore, deteneva l'autorità complessiva. Tre anni dopo aver preso il controllo della Slesia, Boleslao l'Alto si sentì abbastanza forte da guidare una spedizione di rappresaglia contro il granduca Boleslao il Ricciuto, per recuperare la supremazia sulla Polonia. L'esercizio del potere complessivo da parte di Boleslao a spese di suo fratello minore Miecislao causò la rivolta di quest'ultimo nel 1172. In un grave turbamento nella famiglia ducale slesiana, Miecislao sostenne Iaroslao, il figlio maggiore di Boleslao, che nutriva risentimento contro suo padre perché era stato costretto a intraprendere la carriera ecclesiastica a causa degli intrighi della sua matrigna Cristina, che voleva che i suoi figli fossero i soli eredi. La ribellione fu una completa sorpresa per Boleslao, che fu costretto a fuggire a Erfurt, in Germania. 
Alla fine della rivolta, malgrado la sua riconciliazione con suo fratello e suo figlio, Boleslao l'Alto fu costretto a dividere la Slesia e a creare i ducati di Racibórz (concesso a Miecislao) e Opole (concesso a Iaroslao). 

### Bytom e Oświęcim
Nel 1177 Miecislao sostenne suo zio e omonimo Miecislao III il Vecchio quando questi dovette combattere per mantenere il suo dominio sul ducato di Cracovia. Ciò rinnovò le dispute tra lui e Boleslao l'Alto, che desiderava ottenere il ducato e con questo la supremazia sugli altri duchi della Polonia; Boleslao subì una sconfitta inaspettata da parte di Miecislao e del suo stesso figlio Iaroslao e nel frattempo fu il suo giovane zio e alleato, Casimiro II il Giusto, che catturò la città e fu proclamato nuovo granduca di Polonia. Miecislao III il Vecchio si trovò in esilio a Racibórz e sembrava che una guerra tra Miecislao Plątonogi e Casimiro II il Giusto fosse solo una questione di tempo. Casimiro II, tuttavia, intraprese una strada diversa e, per ottenere il favore del Duca di Racibórz, gli diede le città di Oświęcim e Bytom. D'altra parte, Boleslao l'Alto subì un'ulteriore diminuzione della sua autorità quando fu costretto a dare Głogów al suo fratello più giovane Corrado Laskonogi, che era da poco tornato dalla Germania e rivendicava la sua parte sull'eredità della Slesia.

### La battaglia di Mozgawa
Nel 1195 Miecislao e suo nipote Iaroslao sostennero Miecislao III il Vecchio nel suo nuovo tentativo di recuperare Cracovia e la "Provincia del senior". La morte di Casimiro II il Giusto e la giovane età dei suoi figli diedero loro l'opportunità di attaccare e riprendere il controllo della Piccola Polonia. Tuttavia, Cracovia e la nobiltà di Sandomierz, guidati dal voivoda Nicholas, avevano altri piani e decisero di sostenere il figlio maggiore di Casimiro II, Leszek il Bianco. Entrambe le parti si scontrarono nella sanguinosa battaglia di Mozgawa (Mozgawą) vicino a Jędrzejów (13 settembre 1195), dove Miecislao III fu gravemente ferito e suo figlio Boleslao di Cuiavia morì. Le truppe della Slesia, guidate da Miecislao e Iaroslao, arrivarono sul campo di battaglia troppo tardi, subito dopo che Miecislao III si era ritirato a Kalisz. Sulle forze del conte palatino Goworek, che arrivò per aiutare le truppe di Leszek, i slesiani ottennero una grande vittoria; tuttavia, poiché Miecislao III non era presente, questa vittoria portò loro solo benefici in termini di prestigio e i riscatti ottenuti dai nobili di Sandomierz catturati.

### Duca di Opole
Il 22 marzo 1201 Iaroslao di Opole morì. Il ducato di Opole fu poi ereditato dal padre Boleslao l'Alto, con il quale il defunto duca si era riconciliato di recente. Tuttavia, Boleslao morì solo nove mesi dopo, il 7/8 dicembre 1201, lasciando tutte le sue terre solo al figlio sopravvissuto, Enrico I il Barbuto.
Miecislao era determinato a ottenere Opole e fece un attacco a sorpresa all'inizio del 1202. Il Duca riuscì ad ottenere Opole, che da allora si unì definitivamente alle sue terre. Nonostante questa vittoria, Miecislao voleva ulteriori territori, ma questo era contro la volontà della Chiesa, che sostenne fortemente Enrico I il Barbuto. Grazie all'intervento di Henryk Kietlicz, arcivescovo di Gniezno e Cipriano, vescovo di Breslavia, Enrico I mantenne le sue frontiere, ma dovette pagare 1000 pezzi d'argento ai suoi sostenitori.

### Granduca di Polonia e morte
Il 9 giugno 1210, una bolla papale fu decretata da Innocenzo III, sotto il quale tutti i sovrani anziani (incluso il granduca Leszek il Bianco) furono deposti e scomunicati. La bolla esigeva che i principi Piast aderissero al Testamento di Boleslao III, che indicava che il più anziano dei duchi Piast fosse il sovrano del "Provincia del senior". Stranamente, nella bolla un anonimo duca di Slesia (che si presumeva fosse Enrico I il Barbuto, perché in realtà usava quel titolo) fu esentato dal bando. Il paese era pieno di costernazione, perché nessuno sapeva chi avesse il vero potere.
L'arcivescovo Henryk Ketlicz decise di convocare il Sinodo di Borzykowa, dove cercò di trovare una soluzione a questo delicato problema. All'assemblea, oltre alla gerarchia della Chiesa, parteciparono Enrico I il Barbuto e gli altri duchi più giovani. Leszek il Bianco, volendo assicurare il sostegno della Chiesa, insieme ad altri principi Piast, concessero il Grande Privilegio, che garantiva l'integrità del possesso territoriale dei Vescovi (il privilegio non fu firmato da Enrico I e Ladislao III Laskonogi ma essi comunque rispettarono le disposizioni ivi stabilite). Miecislao, tuttavia, non era presente a Borzykowa; con il sostegno della famiglia Gryfici, decise di guidare il suo esercito e marciare a Cracovia, dove la confusione tra i cittadini lo portò al controllo totale della capitale senza combattimenti. Fu questo lo zenit della carriera di Miecislao, poiché morì meno di un anno dopo, il 16 maggio 1211. Secondo Jan Długosz, fu probabilmente sepolto nella cattedrale di Cracovia (Cattedrale di Wawel). Solo dopo la morte di Miecislao, Leszek il Bianco poté tornare a Cracovia senza grandi difficoltà.

## Ascendenza
|                           |                          |                            | Genitori               |  |  | Nonni |  |  | Bisnonni                   |  |  | Trisnonni             |  |
|                           |                          |                            |                        |  |  |       |  |  | Ladislao Herman di Polonia |  |  | Casimiro I di Polonia |  |
|                           |                          |                            |                        |  |  |       |  |  | Ladislao Herman di Polonia |  |  | Casimiro I di Polonia |  |
|                           |                          | Maria Dobroniega di Kiev   |                        |  |  |       |  |  | Ladislao Herman di Polonia |  |  |                       |  |
| Boleslao III di Polonia   |                          |                            |                        |  |  |       |  |  | Ladislao Herman di Polonia |  |  |                       |  |
|                           |                          | Giuditta di Boemia         | Vratislao II di Boemia |  |  |       |  |  |                            |  |  |                       |  |
|                           |                          | Giuditta di Boemia         | Vratislao II di Boemia |  |  |       |  |  |                            |  |  |                       |  |
|                           |                          | Giuditta di Boemia         | Adelaide d'Ungheria    |  |  |       |  |  |                            |  |  |                       |  |
| Ladislao II l'Esiliato    |                          | Giuditta di Boemia         |                        |  |  |       |  |  |                            |  |  |                       |  |
|                           |                          | Svjatopolk II di Kiev      | Izjaslav I di Kiev     |  |  |       |  |  |                            |  |  |                       |  |
|                           |                          | Svjatopolk II di Kiev      | Izjaslav I di Kiev     |  |  |       |  |  |                            |  |  |                       |  |
|                           |                          | Svjatopolk II di Kiev      | Gertrude di Polonia    |  |  |       |  |  |                            |  |  |                       |  |
| Zbyslava di Kiev          |                          | Svjatopolk II di Kiev      |                        |  |  |       |  |  |                            |  |  |                       |  |
|                           |                          | …                          | …                      |  |  |       |  |  |                            |  |  |                       |  |
|                           |                          | …                          | …                      |  |  |       |  |  |                            |  |  |                       |  |
|                           |                          | …                          | …                      |  |  |       |  |  |                            |  |  |                       |  |
| Miecislao IV di Polonia   |                          | …                          |                        |  |  |       |  |  |                            |  |  |                       |  |
|                           | Leopoldo II di Babenberg | Ernesto di Babenberg       |                        |  |  |       |  |  |                            |  |  |                       |  |
|                           | Leopoldo II di Babenberg | Ernesto di Babenberg       |                        |  |  |       |  |  |                            |  |  |                       |  |
|                           | Leopoldo II di Babenberg | Adelaide di Eilenburg      |                        |  |  |       |  |  |                            |  |  |                       |  |
| Leopoldo III di Babenberg | Leopoldo II di Babenberg |                            |                        |  |  |       |  |  |                            |  |  |                       |  |
|                           |                          | Ida di Formbach-Ratelnberg | …                      |  |  |       |  |  |                            |  |  |                       |  |
|                           |                          | Ida di Formbach-Ratelnberg | …                      |  |  |       |  |  |                            |  |  |                       |  |
|                           |                          | Ida di Formbach-Ratelnberg | …                      |  |  |       |  |  |                            |  |  |                       |  |
| Agnese di Babenberg       |                          | Ida di Formbach-Ratelnberg |                        |  |  |       |  |  |                            |  |  |                       |  |
|                           |                          | Enrico IV di Franconia     | Enrico III il Nero     |  |  |       |  |  |                            |  |  |                       |  |
|                           |                          | Enrico IV di Franconia     | Enrico III il Nero     |  |  |       |  |  |                            |  |  |                       |  |
|                           |                          | Enrico IV di Franconia     | Agnese di Poitou       |  |  |       |  |  |                            |  |  |                       |  |
| Agnese di Waiblingen      |                          | Enrico IV di Franconia     |                        |  |  |       |  |  |                            |  |  |                       |  |
|                           |                          | Berta di Savoia            | Oddone di Savoia       |  |  |       |  |  |                            |  |  |                       |  |
|                           |                          | Berta di Savoia            | Oddone di Savoia       |  |  |       |  |  |                            |  |  |                       |  |
|                           |                          | Berta di Savoia            | Adelaide di Susa       |  |  |       |  |  |                            |  |  |                       |  |
|                           |                          | Berta di Savoia            |                        |  |  |       |  |  |                            |  |  |                       |  |